# Пустинен нощен гущер
Пустинен нощен гущер (Xantusia vigilis) е вид влечуго от семейство Нощни гущери (Xantusiidae). Видът не е застрашен от изчезване.

## Разпространение и местообитание
Разпространен е в Мексико и САЩ.
Обитава скалисти райони, гористи местности, пустинни области, места със суха почва, планини, възвишения и храсталаци.

## Описание
Продължителността им на живот е около 10,9 години. Популацията на вида е стабилна.